# Människor på hotell
Människor på hotell är en amerikansk film från 1945 i regi av Robert Z. Leonard. Filmen som utspelar sig på hotell Waldorf-Astoria i New York och följer ett flertal människoöden bygger på idén till filmen Grand Hotel från 1932, men har ett flertal nyskrivna intriger.

## Rollista
- Ginger Rogers – Irene
- Lana Turner – Bunny Smith
- Walter Pidgeon – Chip Collyer
- Van Johnson – James Hollis
- Edward Arnold – Martin X. Edley
- Keenan Wynn – Oliver Webson
- Robert Benchley – Randy Morton
- Phyllis Thaxter – Cynthia Drew
- Leon Ames – Henry Burton
- Lina Romay – Juanita
- Samuel S. Hinds – Mr. Jessup
- Porter Hall – Stevens
- George Zucco – Bey of Aribajan
- Miles Mander – brittisk sekreterare
- Frank Puglia – Emile
- Cora Sue Collins – Jane Rand
- Rosemary DeCamp – Anna
- Irving Bacon – Sam Skelly
- Nana Bryant – Mrs. H. Davenport Drew
- Moroni Olsen – Blake, detektiv
- John Wengraf – Alex
- Xavier Cugat – Xavier Cugat, orkesterledare